# Chetek, Wisconsin
Chetek là một thành phố thuộc quận Barron, tiểu bang Wisconsin, Hoa Kỳ. Năm 2000, dân số của thành phố này là 2180 người.